# Alto Caparaó
Alto Caparaó este un oraș din unitatea federativă Minas Gerais, Brazilia.